# Terataspis
Terataspis is een geslacht van zeer grote, ongeveer 60 centimeter lange trilobieten uit het Laat-Emsien binnen de familie Lichidae. Het geslacht leefde in een zee in wat nu de staat New York en de provincie Ontario is. Er zijn geen complete exemplaren gevonden, alleen fragmenten van het exoskelet, maar er zijn zodanig veel fragmenten gevonden dat het dier gereconstrueerd kon worden. Het geslacht bevat één soort, Terataspis grandis. De trilobiet is bijna helemaal bedekt met tuberkels en stekels.